# Atarba (Atarba) almeidai
Atarba (Atarba) almeidai is een tweevleugelige uit de familie steltmuggen (Limoniidae). De soort komt voor in het Neotropisch gebied.